# Liste der Baudenkmale in Nuthetal
In der Liste der Baudenkmale in Nuthetal sind alle Baudenkmale der brandenburgischen Gemeinde Nuthetal und ihrer Ortsteile aufgelistet. Die Grundlage ist die Veröffentlichung der Landesdenkmalliste mit dem Stand vom 31. Dezember 2021. Die Bodendenkmale sind in der Liste der Bodendenkmale in Nuthetal aufgeführt.

## Legende
In den Spalten befinden sich folgende Informationen:
- ID-Nr.: Die Nummer wird vom Brandenburgischen Landesamt für Denkmalpflege vergeben. Ein Link hinter der Nummer führt zum Eintrag über das Denkmal in der Denkmaldatenbank. In dieser Spalte kann sich zusätzlich das Wort Wikidata befinden, der entsprechende Link führt zu Angaben zu diesem Denkmal bei Wikidata.
- Lage: die Adresse des Denkmales und die geographischen Koordinaten. Link zu einem Kartenansichtstool, um Koordinaten zu setzen. In der Kartenansicht sind Denkmale ohne Koordinaten mit einem roten beziehungsweise orangen Marker dargestellt und können in der Karte gesetzt werden. Denkmale ohne Bild sind mit einem blauen bzw. roten Marker gekennzeichnet, Denkmale mit Bild mit einem grünen beziehungsweise orangen Marker.
- Bezeichnung: Bezeichnung in den offiziellen Listen des Brandenburgischen Landesamtes für Denkmalpflege. Ein Link hinter der Bezeichnung führt zum Wikipedia-Artikel über das Denkmal.
- Beschreibung: die Beschreibung des Denkmales
- Bild: ein Bild des Denkmales und gegebenenfalls einen Link zu weiteren Fotos des Baudenkmals im Medienarchiv Wikimedia Commons

## Allgemein
| ID-Nr.   | Lage                | Bezeichnung                                                                           | Beschreibung | Bild                                                                                  |
| -------- | ------------------- | ------------------------------------------------------------------------------------- | ------------ | ------------------------------------------------------------------------------------- |
| 09190604 | Philippsthal (Lage) | Satzung der Gemeinde Philippsthal zum Schutz des historisch gewachsenen Straßenbildes |              | Satzung der Gemeinde Philippsthal zum Schutz des historisch gewachsenen Straßenbildes |

## Denkmale in den Ortsteilen

### Bergholz-Rehbrücke
| ID-Nr.   | Lage                                  | Bezeichnung                                                    | Beschreibung | Bild                                                           |
| -------- | ------------------------------------- | -------------------------------------------------------------- | --- | -------------------------------------------------------------- |
| 09190082 | (Lage)                                | Dorfkirche Bergholz                                            | Die Kirche entstand in den 1720er Jahren. Die Kirchenausstattung wurde im Jahr 1924 und 1925 neugestaltet. In die Neufassung wurde auch der Kanzelaltar aus dem Jahr 1719 einbezogen, der von D. Zeidler in Werder (Havel) erbaut wurde. | weitere Bilder                                                 |
| 09191079 | Andersenweg 43 (Lage)                 | Schule                                                         | Die Schule wurde 1969 fertiggestellt. | Schule                                                         |
| 09191563 | Arthur-Scheunert-Allee 2 (Lage)       | Speicher                                                       | Der Speicher befindet sich an der Ladestraße 2 auf dem Grundstück Arthur-Scheunert-Allee 2 | Speicher                                                       |
|          | Arthur-Scheunert-Allee 40, 41 (Lage)  | Institut für Getreideverarbeitung                              | Das Institut für Getreideverarbeitung wurde 1963 fertig gestellt und steht seit 2021 unter Denkmalschutz. | Institut für Getreideverarbeitung                              |
| 09190085 | Lieselotte-Herrmann-Straße 9 (Lage)   | Leifs-Haus                                                     | Wohnhaus von Jón Leifs | Leifs-Haus                                                     |
| 09190981 | Lieselotte-Herrmann-Straße 10 (Lage)  | Wohnhaus                                                       | | Wohnhaus                                                       |
| 09190948 | Lieselotte-Herrmann-Straße 15b (Lage) | Wohnhaus                                                       | | Wohnhaus                                                       |
| 09190004 | Mörikestraße 4 (Lage)                 | Villa Breysig mit Gartenanlage und straßenseitiger Einfriedung | Die Villa von Kurt Breysig. | Villa Breysig mit Gartenanlage und straßenseitiger Einfriedung |
| 09190086 | Schlüterstraße (Lage)                 | Grabstätte Kurt Breysig, auf dem Friedhof Bergholz             | Das Grab von Kurt Breysig auf dem Friedhof Bergholz. | Grabstätte Kurt Breysig, auf dem Friedhof Bergholz             |
| 09190802 | Schlüterstraße 2 (Lage)               | Gehöft, bestehend aus Wohnhaus, zwei Stallgebäuden und Scheune | | Gehöft, bestehend aus Wohnhaus, zwei Stallgebäuden und Scheune |
| 09190783 | Schlüterstraße 3 (Lage)               | Gehöft                                                         | | Gehöft                                                         |
| 09190768 | Schlüterstraße 8 (Lage)               | Gehöft                                                         | | Gehöft                                                         |
| 09190084 | Schlüterstraße 45 (Lage)              | Dorfkrug                                                       | | Dorfkrug                                                       |
| 09190083 | Schlüterstraße 46 (Lage)              | Dorfschule                                                     | Die Dorfschule wurde 1894 fertiggestellt und bis 1969 als Schule genutzt. Seit 2007 ist es ein Mehrgenerationenhaus. | weitere Bilder                                                 |
| 09190865 | Weerthstraße 11 (Lage)                | Wohnhaus                                                       | | Wohnhaus                                                       |

### Fahlhorst
| ID-Nr.   | Lage                 | Bezeichnung            | Beschreibung                                                                | Bild           |
| -------- | -------------------- | ---------------------- | --------------------------------------------------------------------------- | -------------- |
| 09190143 | Dorfstraße 10 (Lage) | Kirchen- und Schulhaus | Das Kirchen- und Schulhaus ist ein Backsteinbau mit Turm aus dem Jahr 1882. | weitere Bilder |

### Nudow
| ID-Nr.   | Lage                          | Bezeichnung                                             | Beschreibung | Bild                                                    |
| -------- | ----------------------------- | ------------------------------------------------------- | --- | ------------------------------------------------------- |
| 09190324 | (Lage)                        | Dorfkirche                                              | Die evangelische Kirche wurde im Jahre 1733 erbaut. Es ist ein Saalbau mit einem quadratischen Westturm. Die Ausstattung im Inneren stammt aus der Bauzeit. An der Friedhofsmauer befindet sich ein verwitterter Grabstein. | weitere Bilder                                          |
| 09191470 | Forsthaus Ahrensdorf 1 (Lage) | Försterei, bestehend aus Wohnhaus und Stall mit Scheune | | Försterei, bestehend aus Wohnhaus und Stall mit Scheune |

### Philippsthal
| ID-Nr.            | Lage                                | Bezeichnung                                                            | Beschreibung | Bild                                                                   |
| ----------------- | ----------------------------------- | ---------------------------------------------------------------------- | --- | ---------------------------------------------------------------------- |
| 09190332          | Philippsthaler Dorfstraße 1 (Lage)  | Herrenhaus Friedrichhuld                                               | Das Herrenhaus wurde 1754 errichtet. Im Jahre 1801 wurde das Haus umgestaltet. Die Ausstattung im Inneren ist auch aus dieser Zeit. | weitere Bilder                                                         |
| 09191067,T        | Philippsthaler Dorfstraße 31 (Lage) | Schulgehöft, bestehend aus Schule, Waschküche, Remise und Nebengebäude | | Schulgehöft, bestehend aus Schule, Waschküche, Remise und Nebengebäude |
| 09190986 Wikidata | Philippsthaler Dorfstraße 33 (Lage) | Dorfkirche                                                             | Die Dorfkirche wurde im Jahre 1904 fertiggestellt.                                                                                  | weitere Bilder                                                         |
| 09190647,T        | Philippsthaler Dorfstraße 35 (Lage) | Gehöft                                                                 | | Gehöft                                                                 |
| 09190334          | Philippsthaler Dorfstraße 36 (Lage) | Wohnhaus                                                               | | Wohnhaus                                                               |

### Saarmund
| ID-Nr.   | Lage              | Bezeichnung                                                                                               | Beschreibung                                                                                                  | Bild |
| -------- | ----------------- | --- | --- | --- |
| 09190616 | (Lage)            | Ortskern Saarmund                                                                                         | | Ortskern Saarmund                                                                                         |
| 09190377 | (Lage)            | Kirche | Die Kirche wurde in den Jahren 1846–49 von Friedrich August Stüler nach den Plänen von Ludwig Persius erbaut. | weitere Bilder                                                                                            |
| 09190018 | Am Markt 5 (Lage) | Gasthaus „Stadt Leipzig“, bestehend aus Hauptgebäude, Kelleranlage, Saalanbau, Kegelbahn und Pferdestall. | Das Gebäude war auch Filmkulisse für den DEFA-Film „Die Abenteuer des Werner Holt“ von 1965.                  | Gasthaus „Stadt Leipzig“, bestehend aus Hauptgebäude, Kelleranlage, Saalanbau, Kegelbahn und Pferdestall. |

### Tremsdorf
| ID-Nr.     | Lage                             | Bezeichnung                                              | Beschreibung | Bild                                                     |
| ---------- | -------------------------------- | -------------------------------------------------------- | ------------ | -------------------------------------------------------- |
| 09190902,T | Tremsdorfer Dorfstraße 22 (Lage) | Schulgehöft, bestehend aus Schulhaus und Fachwerkscheune |              | Schulgehöft, bestehend aus Schulhaus und Fachwerkscheune |
| 09191515   | Tremsdorfer Dorfstraße 23 (Lage) | Wohn-Stall-Haus                                          |              | Wohn-Stall-Haus                                          |
| 09191202   | Tremsdorfer Dorfstraße 35 (Lage) | Schmiede                                                 |              | Schmiede                                                 |

## Ehemalige Baudenkmale
| ID-Nr. | Lage                                            | Bezeichnung | Beschreibung             | Bild     |
| ------ | ----------------------------------------------- | ----------- | ------------------------ | -------- |
|        | Philippsthal Philippsthaler Dorfstraße 5 (Lage) | Wohnhaus    | abgebrannt am 20.06.2014 | Wohnhaus |